# Claribel Kendall
Claribel Kendall   (Denver, 23 de gener de 1889 - 17 d'abril de 1965) fou una matemàtica estatunidenca.
Nascuda a Denver (Colorado), Kendall va obtenir un BA i B.Ed. el 1912 i un mestratge el 1914 de la Universitat de Colorado. La seva tesi de mestratge va ser nomenada Preassociative syzygies en àlgebra lineal. Va ensenyar a la mateixa universitat que va estudiar des de 1913 fins a la seva jubilació el 1957.
Va obtenir el seu doctorat a la Universitat de Chicago el 1922, escrivint la seva tesi doctoral, Congruences determined by a given surface, sota el professor Ernest Julius Wilczynski. El treball, sobre una superfície definida per dos equacions diferencials, es va publicar al American Journal of Mathematics l'any següent.
Kendall va ser membre de l'Església de la Ciència Cristiana. Va ser secretària del capítol de l'UC de Phi Beta Kappa durant més de 30 anys i el capítol atorga premis en el seu nom.

## Premis
Kendall va rebre el Premi Robert L. Stearns per «assoliment o servei extraordinari» de la Universitat de Colorado, Boulder el 1957.